# Byrd (Mondkrater)
Byrd  ist ein Mondkrater in der nördlichen Hemisphäre nahe dem Nordpol.
Der nördliche Kraterwall erreicht einen Breitengrad von 87.01°, das heißt der Winkelabstand zum Nordpol beträgt 2,99°, das entspricht zirka 90 km.
Der Krater liegt südlich des vergleichbar großen Peary, der seinerseits mit seinem Nordrand den Nordpol berührt. Im Gebiet zwischen diesen beiden Kratern finden sich Florey, Erlanger und Fibiger.

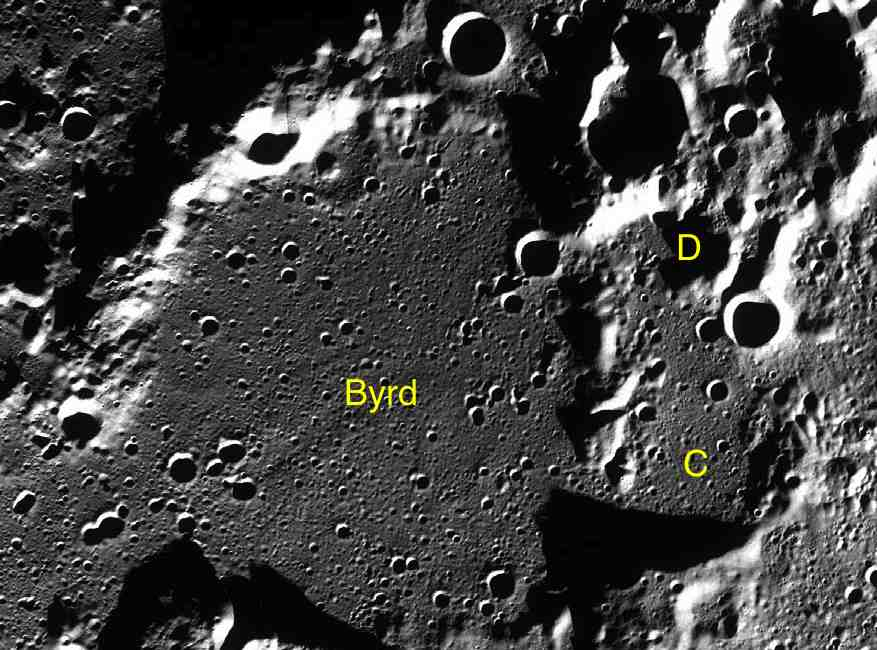
Byrd und seine Nebenkrater

Byrd hat zwei mit C und D bezeichnete Nebenkrater:
| Buchstabe | Position           | Durchmesser | Link |
| --------- | ------------------ | ----------- | ---- |
| C         | 84,36° N, 28,29° O | 34 km       |      |
| D         | 85,5° N, 32,93° O  | 26 km       |      |